# Sarıbeyli, Çanakkale
Sarıbeyli là một xã thuộc thành phố Çanakkale, tỉnh Çanakkale, Thổ Nhĩ Kỳ. Dân số thời điểm năm 2011 là 53 người.